# Lecteria (Lecteria) atricauda
Lecteria (Lecteria) atricauda is een tweevleugelige uit de familie steltmuggen (Limoniidae). De soort komt voor in het Afrotropisch gebied.